# ФК Транмиър Роувърс
Футболен клуб Транмиър Роувърс (на английски: Tranmere Rovers Football Club) е отбор от град Бъркънхед. През сезон 2009-10 се състезава в Английската Първа Лига. Своите домакински срещи играе на Прентън Парк, който се намира в Прентън, предградие на Бъркънхед.